# Novi železnički most (Beograd)
Novi železnički most je železnički most preko reke Save u Beogradu. Izgrađen je u sklopu rekonstrukcije beogradskog železničkog čvora (tzv. rešenja „Prokop”). Most je dvokolosečni na oko 250 m uzvodno od Starog železničkog mosta. Most ima ukupnu dužinu od 1.928 m, od čega su prilazi na desnoj obali 579 m, prilazi na levoj obali 791 m i centralni deo iznad Save i zimovnika 558 m. Izgradnja mosta je obavljena u periodu 1975-1979. godine.

## Projekat
Projektno rešenje trebalo je da pored estetskih zahteva gradskog mosta ispuni i funkcionalne uslove provođenja trase pruge kao i ostale uslove propisane detaljnim urbanističkim planom. U pogledu zahtevanog plovnog gabarita najpre je zahtevano da iznosi u centralnom rasponu 150 m sa 7,5 m, a zatim je izvršena korekcija s time što je ostavljena mogućnost i za rečni stub u plovnom putu (fundiran u rečnom koritu) sa dva plovna gabarita širine od po 100 m. U cilju iznalaženja rešenja za glavnu mostovsku konstrukciju, urađeno je osam modela. Izdvojila su se dva; plitak uklješteni luk i greda sa kosim zategama; oba sa glavnim rasponom od oko 250 m. Za glavni projekat je izabran most sa kosim kablovima zbog malog procentualnog učešća fundiranja i kolovoza u zastoru po celoj dužini mosta (smanjenje buke), pri sličnoj proračunskoj vrednosti izvođenja kao i estetike. Ovakvo rešenje u vidu železničkog mosta sa kosim kablovima, u vreme izgradnje, predstavljalo je jedinstveno rešenje u svetu.

## Konstrukcija mosta
Prilazne konstrukcije na levoj obali su kontinualni nosači od prednapregnutog betona raspona 45 m izuzev dva raspona od po 61 m iznad široke gradske saobraćajnice. Na desnoj obali su prednapregnute betonske konstrukcije raspona 63+755+63m, koje se nastavljaju na armiranobetonske konstrukcije raspona 35+38,5+38,5+35 m. Tako je dobijen kontinualni nosač na sedam oslonaca sa glavnim rasponom od 253,7 m pridržanim sa kosim kablovima ovešanim o dva pilona.

### Glavna konstrukcija mosta
Glavni raspon premošćuje korito reke Save, a raspon od 85 m ulaz u zimovnik na novobeogradskoj strani. Krajnji stubovi su od armiranog betona, a ostali su izrađeni od čelika. Fundiranje je na armiranobetonskim kesonima i bušenim šipovima. Poprečni presek mosta sastoji se od dva glavna nosača sandučastog poprečnog preseka koji su međusobno povezani ortotropnom pločom, sa upuštenim limom za 90 cm u cilju formiranja korita za zastor. Službene pešačke staze širine 1 m, nalaze se pored glavnih nosača.

### Piloni
Piloni koji su postavljeni u osama glavnih nosača iznad stubova na levoj i desnoj obali reke, imaju visinu od 52,49 m od glavnih nosača i povezani su poprečnom ruglom pri vrhu ankerovanja kablova. Širina pilona je konstantna 1.940 mm, a druga dimenzija se smanjuje ka vrhu u nagibu od 5%. Kosi kablovi su od četiri čelična užeta, koje je sastavljeno iz snopa paralelnih žica prečnika 7 mm (u zavisnosti od tražene nosivosti ima ih od 240 do 290 komada).

## Projektanti konstrukcije
Projekat je uradila kompanija „Mostprojekt” iz Beograda, a glavni i odgovorni projektanti su akademik prof. dr. Nikola Hajdin, diplomirani inženjer građevine i Ljubomir Jeftović, diplomirani inženjer građevine.

## Galerija
- Novi železnički most noću
- Pogled uzvodno prema novobeogradskoj strani
- Pogled uzvodno sa novobeogradske strane
- Pregled donjeg dela mosta
- Pilon na desnoj obali Save
- Pilon na levoj obali Save

## Literatura
- Novi železnički most preko Save u Beogradu, Montažni građevinski objekti; N.Hajdin, LJ.Jevtović, S.Cvetković, V.Matić, Ekonomika, Beograd, 1983.